# Kim Myung-jun
Dans ce nom coréen, le nom de famille, Kim, précède le nom personnel.
Kim Myung-jun (en coréen : 김명준), né le 21 mars 2006 à Icheon en Corée du Sud, est un footballeur sud-coréen qui joue au poste d'attaquant au Jong Genk.

## Biographie

### Carrière en club
Kim Myung-jun est formé au Pohang Steelers, où il joue avec les moins de 18 ans lors de la saison 2023.

### Carrière en sélection
En juin 2023, Kim Myung-jun est sélectionné pour le Championnat d'Asie avec les moins de 17 ans,.
Titulaire tout du long de la compétition, Kim permet notamment aux siens de se qualifier pour la coupe du monde junior en éliminant la Thaïlande,. 
Ils s'imposent ensuite face à l'Ouzbékistan pour atteindre la finale,,, où la Corée du Sud doit toutefois s'incliner face au Japon,,.

## Palmarès
| Corée du Sud -17 ans - Championnat d'Asie - Finaliste en 2023 (en) |